# Trio Mandili
Trio Mandili (en georgiano: ტრიო მანდილი, «Trío Pañuelo») es un grupo musical georgiano que actualmente está formado por Tatuli Mgeladze, Mariam Kurasbediani y Tako Tsiklauri.

## Música
Realizan cantos polifónicos acompañados de un panduri, un instrumento de cuerda tradicional georgiano. Se hicieron populares en Georgia cuando publicaron un video musical en el que interpretan la canción popular georgiana, «Apareka». La canción es originaria de la región montañosa de Khevsureti, situada al este de Georgia. El video ha recibido casi siete millones de visitas.
En 2017 representaron a Georgia en el festival de Eurovisión, quedando en 12.º lugar.

## Discografía
| Año  | Título                 | Escribe       | Sello                                      |
| ---- | ---------------------- | ------------- | ------------------------------------------ |
| 2015 | Con amor, Trio Mandili | CD, álbum     | EL ITALIA                                  |
| 2016 | Con amor, Trio Mandili | LP, álbum, RE | Merlins Orr Records MN 1014LP Año Alemania |
| 2017 | Enguro, Trio Mandili   | CD, álbum     | EL ITALIA                                  |

## Componentes de la banda
- Tatuli Mgeladze - voz principal y coros
- Mariam Kurasbediani - coros y voz principal ocasional, panduri (instrumento de cuerda tradicional georgiano)
- Tako Tsiklauri - coros y voz principal ocasional